# Bataille de Tenmokuzan
La bataille de Tenmokuzan (天目山の戦い, Tenmokuzan no tatakai), également connue sous le nom de « bataille de Toriibata », eut lieu en 1582 et a eu pour conséquence l'annihilation du clan Takeda. Ce fut la dernière tentative menée par Takeda Katsuyori pour résister aux forces combinées de Oda Nobunaga et Tokugawa Ieyasu, qui menaient campagne contre lui depuis quelque temps déjà.
Dans une tentative de se cacher de ses poursuivants, Takeda Katsuyori brûla son château de Shinpu et prit la fuite à travers les montagnes pour gagner une autre place forte des Takeda, le château d'Iwadono, tenu alors par Oyamada Nobushige, l'un des 24 généraux de Takeda Shingen. Mais celui-ci trahit son suzerain en refusant de le faire entrer dans la forteresse et Takeda Katsuyori fit alors seppuku tandis que son armée affrontait ses ennemis et était anéantie.

## Source de la traduction
- (en) Cet article est partiellement ou en totalité issu de l’article de Wikipédia en anglais intitulé « Battle of Temmokuzan » (voir la liste des auteurs).